# Luigi Lepri
Luigi Lepri, noto anche con lo pseudonimo di Gigén Lîvra (Bologna, 27 ottobre 1938 – Bologna, 17 maggio 2025), è stato uno scrittore italiano di lingua emiliana.

## Biografia
Luigi Lepri è nato a Bologna nel 1938. Autore dialettale e segretario personale di due sindaci di Bologna, il 15 marzo 2019 ha ricevuto il "Nettuno d'oro" conferitogli dal Comune di Bologna per la "preziosa ed incessante opera svolta per la conservazione della propria lingua e cultura popolare" (dalla Motivazione Ufficiale distribuita durante la cerimonia).
Nato in Via Lame angolo Via Otto Colonne nel centro di Bologna, fu sfollato alla Longara con la famiglia durante il periodo dei bombardamenti della Seconda guerra mondiale, ma appena terminata la guerra rientrò a Bologna, dove è sempre vissuto. Dopo un periodo di apprendistato professionale, nel 1962 vinse un concorso pubblico e divenne impiegato comunale. A Palazzo d'Accursio, dov'era entrato come vigile urbano motociclista, divenne segretario personale di due sindaci di Bologna, Renato Zangheri e Renzo Imbeni, pur mantenendo sempre la stessa qualifica di vigile. Col mandato di Walter Vitali, ricevette l'incarico di organizzare l'Ufficio Cerimoniale del Comune di Bologna, compito che portò a termine poco prima di andare in pensione nel 1995.

### L'attività a favore della cultura tradizionale e del dialetto bolognese
Essendo nato e cresciuto nel centro di Bologna, Luigi Lepri parla il dialetto bolognese cittadino, detto anche "intramurario standard". Il periodo dello sfollamento alla Longara e l'interesse per le tante varianti esistenti nella provincia, e un tempo nella stessa Bologna, gli hanno però dato una competenza linguistica più ampia.
Lepri è anche consapevole dell'interazione fra il bolognese e l'italiano, che ha portato il primo ad accogliere un gran numero di vocaboli del secondo: è questo l'argomento del suo primo libro, "Dialetto bolognese ieri e oggi. Raffronti fra vocaboli" uscito nel 1986, in cui l'autore proponeva una riscoperta di termini tradizionali in via di regresso di fronte a termini desunti dall'italiano e più o meno adattati foneticamente. A quel primo libro ne sono seguiti oltre venti, pubblicati in gran parte con lo pseudonimo di Gigén Lîvra (traduzione bolognese del suo nome), da solo o con dei coautori. L'argomento dei suoi libri è principalmente il dialetto, ma ha scritto anche un libro di ricette della cucina tradizionale bolognese, "Mica solo tortellini! - Una volta a Bologna si mangiava così" (in dialetto e in italiano, ripubblicato in seconda edizione in bolognese e inglese come "Recipes from Bologna. The traditional food from the Capital of Italian cuisine"), nonché una rievocazione degli scherzi di un tempo, " Scherzi alla bolognese. Come ci divertivamo senza televisione".
Ha contribuito anche a varie edizioni di altri autori, fra cui "Il sindaco Renzo Imbeni. Interventi e discorsi 1983-1993". Fra le edizioni di argomento dialettale ricordiamo un volume contenente i testi del cantautore otto-novecentesco Carlo Musi, curato da Lepri insieme a Fausto Carpani, nonché il libro di Daniele Vitali "Dscårret in bulgnaiṡ? Manuale e grammatica del dialetto bolognese", in cui Lepri è anche una delle due voci narranti nei due CD didattici.
I sodalizi con Fausto Carpani e Daniele Vitali sono all'origine di diverse iniziative: col primo, Lepri ha partecipato a un gran numero di serate e spettacoli in cui inframmezzava le canzoni di Carpani con letture di poeti e autori bolognesi; col secondo, ha pubblicato due dizionari del dialetto bolognese (per Vallardi nel 1999 e per Pendragon nel 2007 e 2010: quest'ultimo, con oltre 33000 lemmi, è il più grande vocabolario dialettale bolognese esistente), un'antologia di poesia dialettale e la traduzione bolognese dei Puffi. Insieme a Carpani, Vitali e altri componenti della cosiddetta "Bâla dal Bulgnaiṡ" (ossia "La Compagnia del Bolognese"), Lepri ha partecipato all'elaborazione del primo cartone animato in dialetto bolognese, dove ha dato la voce al piccione Pirån (nei due DVD della serie "Pizunèra" a cura della società Loop).
Dal 1992 al 2005 ha condotto la trasmissione settimanale "La butaiga dal dialàtt" su Radio San Luchino, e dal 1995 al 2015 ha firmato la rubrica settimanale "Dî bän só, fantèṡma!" sul quotidiano La Repubblica, poi trasformata in blog. Ha anche partecipato a iniziative pionieristiche come l’allestimento della versione bolognese di Pierino e il Lupo di Sergej Sergeevič Prokof'ev e il Corso di bolognese che, iniziato nel 2002 al Teatro Alemanni e trasferitosi in seguito al Museo della Storia di Bologna (per il quale Lepri ha curato la sala dedicata al dialetto), si tiene ora al Ponte della Bionda, un’area d’interesse storico del quartiere Navile che F. Carpani ha sottratto al suo stato di discarica abusiva mobilitando il volontariato bolognese.
Il Corso di bolognese ha diplomato oltre 1000 alunni e rappresenta un momento d’incontro fra diverse categorie della popolazione cittadina: è infatti frequentato da anziani e giovani bolognesi, da universitari fuori sede e da immigrati extracomunitari, che per 15 anni hanno studiato e studiano insieme il dialetto bolognese con l’aiuto di un gruppo di persone fra le quali appunto Lepri.
Infine, Lepri ha portato il dialetto bolognese a Parigi (con Fausto Carpani, presso l'Istituto Italiano di Cultura), Bruxelles (con Daniele Vitali e Amos Lelli, presso la Regione Emilia-Romagna) e nel Baden-Württemberg (con Vitali, all'università di Stoccarda).
Il 15 marzo 2019 ha ricevuto il "Nettuno d'oro" conferitogli dal Comune di Bologna per la sua attività a favore del dialetto bolognese.
Lepri è morto il 17 maggio 2025 all'età di 87 anni, dopo una lunga malattia.

## Opere principali
- Dialetto Bolognese ieri e oggi, Raffronti fra vocaboli, Bologna : Tamari 1986
- Se fosse nato a Bologna, Mille Frasi di autori famosi interpretate in dialetto bolognese (prefazione di Eugenio Riccòmini), Bologna : Tamari 1989
- Voglio dirlo in dialetto, Aforismi, proverbi, massime in dialetto bolognese, Bologna : Pontenuovo 1991
- con Vittorio Pallotti (a cura di), Zèint sonett quasi tutt alligher, di Odoardo Baroni, da un antico manoscritto del 1890, Bologna : Tamari 1992
- con Daniele Vitali: Dizionario Italiano-Bolognese, Bolognese-Italiano, Milano : Vallardi 1999
- con Fausto Carpani (a cura di), Carlo Musi cantore della Bologna scomparsa, Bologna : Fondazione del Monte, 2001
- Vént ân par Nadèl, rime natalizie in dialetto bolognese, Bologna : Re Enzo 2002
- Una volta a Bologna si mangiava così... 50 ricette in dialetto della vera tradizione popolare, Bologna : Pendragon 2004
- con Anna Rita Iannucci e Alessandro Rovinetti (a cura di), Il Sindaco Renzo Imbeni, Interventi e discorsi 1983-1993, Bologna : Comune di Bologna 2005
- con Daniele Vitali, Dizionario Bolognese-Italiano, Italiano-Bolognese, Bologna : Pendragon 2007. Nuova edizione aggiornata, con rimario di Amos Lelli, Bologna : Pendragon 2009
- Mica solo tortellini! Ristampa di “Una volta a Bologna si mangiava così” con l’aggiunta di 20 nuove ricette, Bologna : Pendragon 2008
- Bacajèr a Bulåggna, Fraseologia dialettale bolognese, Bologna : Pendragon 2009
- con Amos Lelli e Daniele Vitali, I proverbi di Bologna e dintorni con appendice inversa, Bologna : Pendragon 2010
- Rime e zirudèl. In dialetto bolognese, con traduzione in italiano, Bologna : Pendragon 2014
- Recipes from Bologna. The traditional food from the Capital of Italian cuisine: 70 classic and popular dishes, with original Bolognese texts, introduction by Davide Paolini, translation by Matthew De La Cruz, Bologna : Pendragon 2015
- con Daniele Vitali (a cura di), Poeti petroniani del Duemila. Poesie in dialetto bolognese con traduzioni in italiano, Bologna : Pendragon 2015
- Rusticàn. Poesie in dialetto bolognese, con traduzione in italiano, Bologna : Pendragon 2016